# Nicon japonicus
Nicon japonicus är en ringmaskart som beskrevs av Imajima 1972. Nicon japonicus ingår i släktet Nicon och familjen Nereididae. Inga underarter finns listade i Catalogue of Life.